# David Henríquez
David Andrés Henríquez Espinoza (ur. 12 lipca 1977 w Santiago) – były chilijski piłkarz grający podczas kariery na pozycji obrońcy.